# Postcyberpunk
Il postcyberpunk è un genere della fantascienza emerso dal movimento cyberpunk. Come il suo predecessore, il postcyberpunk concentra l'attenzione sugli sviluppi tecnologici in società di un futuro prossimo. Nelle opere postcyberpunk si esaminano frequentemente gli effetti sociali causati dalla diffusione dei mezzi di comunicazione, dall'ingegneria genetica e/o dalla nanotecnologia. A differenza del cyberpunk "classico", i protagonisti delle opere agiscono per migliorare la società, o almeno proteggere lo status quo da un ulteriore degrado.

## In Italia
Nella fantascienza italiana dalle istanze postcyberpunk si è sviluppato il connettivismo, un nuovo movimento letterario particolarmente sensibile ai risvolti etici del progresso scientifico e interessato a proiettare l'interesse per la tecnologia verso nuovi scenari postumanisti. Con una forte impronta speculativa, il connettivismo si spinge a ibridazioni con il noir, il thriller e l'horror e si segnala per numerosi tentativi di sperimentazione, come la riscoperta della poesia attraverso le opere dei cubofuturisti russi.

## Narrativa postcyberpunk
- Opere di Neal Stephenson:
  - Zodiac
  - Snowcrash
  - L'era del diamante (The Diamond Age)
  - Cryptonomicon
  - Argento vivo (Quicksilver), volume I del Ciclo barocco
  - Confusione (The Confusion), volume II del Ciclo barocco
  - Il sistema del mondo (The System of the World), volume III del Ciclo barocco
- Bruce Sterling, Isole nella Rete (Islands in the Net)

## Opere ispirate al postcyberpunk
- Microchip emozionale, 1999, album musicale dei Subsonica